# Bagdad (canción)
«Bagdad» (estilizado en mayúsculas, oficialmente «Bagdad –  Cap 7: Liturgia») es una canción de la cantante y compositora española Rosalía. Es la séptima canción del segundo álbum de estudio de la cantante, El mal querer (2018), lanzado el 2 de noviembre de 2018 a través de Sony Music. Se envió para un lanzamiento de radio el 4 de diciembre de 2018 como el cuarto sencillo del álbum.

## Descripción
Inspirado en el club erótico barcelonés del mismo nombre, líricamente «Bagdad» habla de la soledad de una mujer. Fue escrita por Antón Álvarez, Leticia Sala, Luís Troquel y Rosalía, con la producción a cargo de la intérprete y El Guincho. Contiene una interpolación de «Cry Me a River» de Justin Timberlake y una participación coral del Orfeón Catalán así como arreglos de Joan Albert Amargós.
En esta canción, Rosalía representa a una mujer ahogada por su angustia y pena por un mal amor. La mujer no hace nada para evitarlo, pero inundada por sus propias lágrimas encuentra la salvación. La liturgia, una ceremonia de adoración, termina con un renacimiento. La letra de la canción, parte de un arco narrativo que recorre todo el disco, gira en torno a que la protagonista de la historia es vista sola llorando en la calle por la noche, batiendo palmas de pena "como si rezara a ritmo de bulerías", y luego ser rescatado por un «ángel caído».

## Historia

### Antecedentes
En una entrevista con Beats 1, Rosalía dijo que se inspiró en un club erótico de Barcelona llamado Bagdad y en «Cry Me a River» de Timberlake: «Él escuchó la canción y dijo: "Sí, puedes usar la melodía"; yo estaba tan emocionada porque nunca aprueba nada».

### Recepción
En 2021, «Bagdad» se incluyó en la banda sonora de la cuarta temporada del exitoso programa Élite de Netflix, lo que impulsó el éxito comercial de la canción hasta el punto de que el consumo diario de su video musical se triplicó y la canción entró en el top 40 de Shazam Global.

## Vídeo musical
El video musical de «Bagdad», dirigido por Helmi, fue filmado en París y lanzado el 4 de diciembre de 2018 en YouTube. Presenta a Rosalía como bailarina de un club de striptease, bailando en un tubo con una peluca rubia y un mono de látex rojo similar al que usó Britney Spears en el video musical de «Oops!... I Did It Again» en el 2000. Una parte de un tema inédito «Lo presiento», inicialmente destinado a El mal querer, se puede ver al comienzo del video.

## Posicionamiento en listas

### Semanales
| Listas (2020)       | Mejor posición |
| ------------------- | -------------- |
| España (PROMUSICAE) | 7              |

### Anuales
| Listas (2020)  | Posición |
| -------------- | -------- |
| Portugal (AFP) | 1978     |